# Campeonato Mundial Júnior de Patinação Artística no Gelo de 1997
O Campeonato Mundial Júnior de Patinação Artística no Gelo de 1997 foi a vigésima segunda edição do Campeonato Mundial Júnior de Patinação Artística no Gelo, um evento anual de patinação artística no gelo organizado pela União Internacional de Patinação (em inglês:  International Skating Union) onde os patinadores artísticos competem pelo título de campeão mundial júnior. A competição foi disputada entre os dias 24 de novembro e 1 de dezembro de 1996, na cidade de Seul, Coreia do Sul.

## Eventos
- Individual masculino
- Individual feminino
- Duplas
- Dança no gelo

## Medalhistas
| Evento                        | Ouro                                                | Prata                                      | Bronze                                           |
| Individual masculino detalhes | Evgeni Plushenko · Rússia                           | Timothy Goebel · Estados Unidos            | Zhengxin Guo · China                             |
| Individual feminino detalhes  | Sydne Vogel · Estados Unidos                        | Elena Sokolova · Rússia                    | Elena Ivanova · Rússia                           |
| Duplas detalhes               | Danielle Hartsell · Steve Hartsell · Estados Unidos | Maria Petrova · Teimuraz Pulin · Rússia    | Victoria Maxiuta · Vladislav Zhovnirski · Rússia |
| Dança no gelo detalhes        | Nina Ulanova · Mikhail Stifounin · Rússia           | Oksana Potdykova · Denis Petukhov · Rússia | Agata Błażowska · Marcin Kozubek · Polônia       |

## Resultados

### Individual masculino
| Medalha de ouro                                       | Evgeni Plushenko      | Rússia           | 1.5  | 1  | 1  |
| Medalha de prata                                      | Timothy Goebel        | Estados Unidos   | 4.5  | 5  | 2  |
| Medalha de bronze                                     | Zhengxin Guo          | China            | 4.5  | 3  | 3  |
| 4                                                     | Daniel Bellemare      | Canadá           | 5.0  | 2  | 4  |
| 5                                                     | Yosuke Takeuchi       | Japão            | 9.0  | 6  | 6  |
| 6                                                     | Neil Wilson           | Reino Unido      | 10.5 | 7  | 7  |
| 7                                                     | Yamato Tamura         | Japão            | 11.5 | 13 | 5  |
| 8                                                     | Kyu-Hyun Lee          | Coreia do Sul    | 13.0 | 10 | 8  |
| 9                                                     | Alexei Vasilevski     | Rússia           | 14.0 | 8  | 10 |
| 10                                                    | Taijin Hiraike        | Japão            | 14.0 | 4  | 12 |
| 11                                                    | Ivan Dinev            | Bulgária         | 16.5 | 11 | 11 |
| 12                                                    | Chengjiang Li         | China            | 18.5 | 19 | 9  |
| 13                                                    | Silvio Smalun         | Alemanha         | 20.5 | 9  | 16 |
| 14                                                    | Lukáš Rakowski        | República Tcheca | 22.0 | 18 | 13 |
| 15                                                    | Gheorghe Chiper       | Romênia          | 23.5 | 17 | 15 |
| 16                                                    | Florian Tuma          | Áustria          | 24.0 | 14 | 17 |
| 17                                                    | Roman Martonenko      | Estônia          | 24.5 | 21 | 14 |
| 18                                                    | Róbert Kažimír        | Eslováquia       | 26.0 | 16 | 18 |
| 19                                                    | Ryan Jahnke           | Estados Unidos   | 26.5 | 15 | 19 |
| 20                                                    | Vitali Danilchenko    | Ucrânia          | 27.0 | 12 | 21 |
| 21                                                    | Vincent Restencourt   | França           | 30.0 | 20 | 20 |
| 22                                                    | Yuri Litvinov         | Cazaquistão      | 33.0 | 22 | 22 |
| 23                                                    | Alex Gruber           | Israel           | 35.0 | 24 | 23 |
| 24                                                    | Michael Amentas       | Austrália        | 36.5 | 23 | 24 |
| Não avançaram para a patinação livre / programa longo |                       |                  |      |    |    |
| 25                                                    | Angelo Dolfini        | Itália           | —    | 25 |    |
| 26                                                    | Alan Street           | Reino Unido      | —    | 26 |    |
| 27                                                    | Janez Spoljar         | Eslovênia        | —    | 27 |    |
| 28                                                    | Vakhtang Murvanidze   | Geórgia          | —    | 28 |    |
| 29                                                    | Eugeni Kapitoulets    | Polônia          | —    | 29 |    |
| 30                                                    | Zoltan Koszegi        | Hungria          | —    | 30 |    |
| Não avançaram para o programa curto                   |                       |                  |      |    |    |
| 31                                                    | Edgar Grigoryan       | Armênia          | —    |    |    |
| 31                                                    | Matthew van den Broek | Bélgica          | —    |    |    |
| 33                                                    | Alexei Fedoseev       | Rússia           | —    |    |    |
| 33                                                    | Miguela Alegre        | Espanha          | —    |    |    |

### Individual feminino
| Medalha de ouro                                       | Sydne Vogel            | Estados Unidos | 2.0  | 2  | 1  |
| Medalha de prata                                      | Elena Sokolova         | Rússia         | 2.5  | 1  | 2  |
| Medalha de bronze                                     | Elena Ivanova          | Rússia         | 7.0  | 6  | 4  |
| 4                                                     | Fumie Suguri           | Japão          | 7.0  | 4  | 5  |
| 5                                                     | Elena Pingatcheva      | Rússia         | 8.5  | 5  | 6  |
| 6                                                     | Julia Lautowa          | Áustria        | 9.0  | 12 | 3  |
| 7                                                     | Lucinda Ruh            | Suíça          | 12.5 | 3  | 11 |
| 8                                                     | Shizuka Arakawa        | Japão          | 13.0 | 10 | 8  |
| 9                                                     | Shelby Lyons           | Estados Unidos | 13.5 | 13 | 7  |
| 10                                                    | Fanny Cagnard          | França         | 13.5 | 9  | 9  |
| 11                                                    | Gwenaelle Jullien      | França         | 14.0 | 8  | 10 |
| 12                                                    | Anna Neshcheret        | Ucrânia        | 15.5 | 7  | 12 |
| 13                                                    | Anina Fivian           | Suíça          | 21.0 | 14 | 14 |
| 14                                                    | Veronika Dytrt         | Alemanha       | 22.5 | 19 | 13 |
| 15                                                    | Elena Volokhova        | Ucrânia        | 23.5 | 17 | 15 |
| 16                                                    | Joanne Carter          | Austrália      | 23.5 | 11 | 18 |
| 17                                                    | Sanna-Maija Wiksten    | Finlândia      | 25.0 | 18 | 16 |
| 18                                                    | Zoe Jones              | Reino Unido    | 27.0 | 20 | 17 |
| 19                                                    | Annie Bellemare        | Canadá         | 27.5 | 15 | 20 |
| 20                                                    | Klara Bramfeldt        | Suécia         | 29.0 | 16 | 21 |
| 21                                                    | Zuzana Paurova         | Eslováquia     | 30.0 | 22 | 19 |
| 22                                                    | Barbara Maros          | Hungria        | 32.5 | 21 | 22 |
| 23                                                    | Idora Hegel            | Croácia        | 34.5 | 23 | 23 |
| 24                                                    | Kaja Hanevold          | Noruega        | 37.0 | 24 | 25 |
| 25                                                    | Min-Joo Jung           | Coreia do Sul  | 38.0 | 28 | 24 |
| Não avançaram para a patinação livre / programa longo |                        |                |      |    |    |
| 26                                                    | Shirene Human          | África do Sul  | —    | 25 |    |
| 27                                                    | Sabina Wojtala         | Polônia        | —    | 26 |    |
| 28                                                    | Vanessa Giunchi        | Itália         | —    | 27 |    |
| 29                                                    | Dan Chen               | China          | —    | 29 |    |
| 30                                                    | Sima Altay             | Turquia        | —    | 30 |    |
| Não avançaram para o programa curto                   |                        |                |      |    |    |
| 31                                                    | Marina Tadevosyan      | Armênia        | —    |    |    |
| 31                                                    | Alesia Komisarova      | Bielorrússia   | —    |    |    |
| 33                                                    | Patricia Ferriot       | Bélgica        | —    |    |    |
| 33                                                    | Anna Dimova            | Bulgária       | —    |    |    |
| 35                                                    | Jekaterina Golovatenko | Estônia        | —    |    |    |
| 35                                                    | Valerie Trifancova     | Letônia        | —    |    |    |
| 37                                                    | Selma Duyn             | Países Baixos  | —    |    |    |
| 37                                                    | Roxana Luca            | Romênia        | —    |    |    |
| 39                                                    | Tina Svajger           | Eslovênia      | —    |    |    |

### Duplas
| Pos.              | Nome                                    | Nacionalidade    | Pontos | PC | PL |
| ----------------- | --------------------------------------- | ---------------- | ------ | -- | -- |
| Medalha de ouro   | Danielle Hartsell / Steve Hartsell      | Estados Unidos   | 3.0    | 4  | 1  |
| Medalha de prata  | Maria Petrova / Teimuraz Pulin          | Rússia           | 3.0    | 2  | 2  |
| Medalha de bronze | Victoria Maxiuta / Vladislav Zhovnirski | Rússia           | 3.5    | 1  | 3  |
| 4                 | Sabrina Lefrançois / Nicolas Osseland   | França           | 6.5    | 5  | 4  |
| 5                 | Evgenia Filonenko / Igor Marchenko      | Ucrânia          | 6.5    | 3  | 5  |
| 6                 | Natalie Vlandis / Jered Guzman          | Estados Unidos   | 9.5    | 7  | 6  |
| 7                 | Elena Belusovskaya / Nikolai Morozov    | Ucrânia          | 10.0   | 6  | 7  |
| 8                 | Marsha Poluliaschenko / Andrew Seabrook | Reino Unido      | 13.5   | 9  | 8  |
| 9                 | Alexandra Roger / Vivien Rolland        | França           | 14.0   | 10 | 9  |
| 10                | Marni Wade / Lenny Faustino             | Canadá           | 14.0   | 8  | 10 |
| 11                | Alena Maltseva / Oleg Popov             | Rússia           | 17.0   | 12 | 11 |
| 12                | Carissa Guild / Andrew Muldoon          | Estados Unidos   | 18.5   | 13 | 12 |
| 13                | Johanna Otto / Robin Szolkowy           | Alemanha         | 19.5   | 11 | 14 |
| 14                | Pang Qing / Tong Jian                   | China            | 20.0   | 14 | 13 |
| 15                | Irina Mladenova / Stoian Kazakov        | Bulgária         | 23.5   | 15 | 16 |
| 16                | Irina Galkina / Artem Knyazev           | Uzbequistão      | 24.0   | 18 | 15 |
| 17                | Veronika Ruzkova / Marek Sedelmajer     | República Tcheca | 25.0   | 16 | 17 |
| 18                | Ekaterina Nekrassova / Valdis Mintals   | Estônia          | 26.5   | 17 | 18 |

### Dança no gelo
| Pos.                             | Nome                                    | Nacionalidade    | Pontos | DC1 | DC2 | DO | DL |
| -------------------------------- | --------------------------------------- | ---------------- | ------ | --- | --- | -- | -- |
| Medalha de ouro                  | Nina Ulanova / Mikhail Stifounin        | Rússia           | 2.0    | 1   | 1   | 1  | 1  |
| Medalha de prata                 | Oksana Potdykova / Denis Petukhov       | Rússia           | 4.0    | 2   | 2   | 2  | 2  |
| Medalha de bronze                | Agata Błażowska / Marcin Kozubek        | Polônia          | 6.0    | 3   | 3   | 3  | 3  |
| 4                                | Natalia Gudina / Vitali Kurkudym        | Ucrânia          | 9.0    | 6   | 6   | 5  | 4  |
| 5                                | Magali Sauri / Nicolas Salicis          | França           | 10.2   | 4   | 5   | 4  | 6  |
| 6                                | Jessica Joseph / Charles Butler         | Estados Unidos   | 10.4   | 5   | 4   | 6  | 5  |
| 7                                | Federica Faiella / Luciano Milo         | Itália           | 15.2   | 7   | 10  | 8  | 7  |
| 8                                | Kerrie O'Donnell / Brandon Forsyth      | Estados Unidos   | 15.6   | 10  | 7   | 7  | 8  |
| 9                                | Melanie Espejo / Michael Zenezini       | França           | 18.0   | 9   | 9   | 9  | 9  |
| 10                               | Eliane Hugentobler / Daniel Hugentobler | Suíça            | 20.4   | 8   | 11  | 11 | 10 |
| 11                               | Elena Pavlova / Alexander Pavlov        | Rússia           | 20.8   | 11  | 8   | 10 | 11 |
| 12                               | Jacqueline Wickett / Mark Bradshaw      | Canadá           | 24.6   | 12  | 12  | 13 | 12 |
| 13                               | Gabriela Hrazska / Jiri Prochazka       | República Tcheca | 26.6   | 14  | 13  | 12 | 14 |
| 14                               | Zita Gebora / Andras Visontai           | Hungria          | 27.4   | 16  | 14  | 14 | 13 |
| 15                               | Kristina Kobaladze / Oleg Voiko         | Ucrânia          | 29.8   | 13  | 16  | 15 | 15 |
| 16                               | Jill Vernekohl / Jan Luggenhölscher     | Alemanha         | 32.2   | 18  | 15  | 16 | 16 |
| 17                               | Pamela O'Connor / Jonathon O'Dougherty  | Reino Unido      | 34.2   | 15  | 20  | 17 | 17 |
| 18                               | Nelly Gouverst / Cedric Pernet          | França           | 36.0   | 19  | 17  | 18 | 18 |
| 19                               | Tatiana Kurkudym / Yuri Kocherzhenko    | Ucrânia          | 39.4   | 23  | 22  | 19 | 19 |
| 20                               | Karolina Dobrodziej / Filip Bernadowski | Polônia          | 40.2   | 17  | 19  | 20 | 21 |
| 21                               | Cindy Bouras / Jean-Nicolas Chagnon     | Canadá           | 40.6   | 22  | 18  | 21 | 20 |
| 22                               | Flavia Ottaviani / Massimo Scali        | Itália           | 44.4   | 20  | 23  | 23 | 22 |
| 23                               | Kristina Kalesnik / Aleksandr Terentjev | Estônia          | 44.6   | 21  | 21  | 22 | 23 |
| 24                               | Daniela Ivanova / Rumen Yordanov        | Bulgária         | 48.0   | 24  | 24  | 24 | 24 |
| 25                               | Tae-Hwa Yang / Chuen-Gun Lee            | Coreia do Sul    | 54.0   | 29  | 29  | 29 | 25 |
| Não avançaram para a dança livre |                                         |                  |        |     |     |    |    |
| 26                               | Chizu Ogawa / Yasuo Ogawa               | Japão            | —      | 25  | 26  | 25 |    |
| 27                               | Rui Wang / Wei Zhang                    | China            | —      | 26  | 25  | 26 |    |
| 28                               | Ilze Rasenbauma / Maksims Riks          | Letônia          | —      | 27  | 27  | 27 |    |
| 29                               | Lindsay Gough / Jarrod Cook             | Austrália        | —      | 28  | 28  | 28 |    |

## Quadro de medalhas
| Ordem | País           | Medalha de ouro | Medalha de prata | Medalha de bronze |    | Ordem por total |
| ----- | -------------- | --------------- | ---------------- | ----------------- | -- | --------------- |
| 1     | Rússia         | 2               | 3                | 2                 | 7  | 1               |
| 2     | Estados Unidos | 2               | 1                |                   | 3  | 2               |
| 3     | China          |                 |                  | 1                 | 1  | 3               |
| 3     | Polônia        |                 |                  | 1                 | 1  | 3               |
| TOTAL | TOTAL          | 4               | 4                | 4                 | 12 | —               |